# Staatsangehörigkeitsmodernisierungsgesetz
Das Staatsangehörigkeitsmodernisierungsgesetz (StARModG) ist ein unter der Ampelkoalition beschlossenes deutsches Artikelgesetz, welches im Wesentlichen am 27. Juni 2024 in Kraft getreten ist.
Es reformiert das Staatsangehörigkeitsrecht in Deutschland und soll künftige Einbürgerungen für in Deutschland lebende Migranten vereinfachen.

## Eckpunkte des Gesetzes
- Erleichterter Zugang zur Einbürgerung: Die Residenzpflicht wird von 8 auf 5 Jahre verkürzt, bei besonderen Integrationsleistungen auf 3 Jahre.
- Hinnahme von Mehrstaatigkeit: Die Möglichkeit der Beibehaltung der ausländischen Staatsangehörigkeit nach Erwerb der deutschen durch Geburt im Inland (Ius-soli-Erwerb) wird zur Regel. Die bisherige Optionspflicht entfällt.[2] Auch bei Einbürgerungen ist kein Verzicht auf die bisherige Staatsangehörigkeit mehr nötig.
- Wegfall der Beibehaltungsgenehmigung: deutsche Staatsbürger benötigen keine Beibehaltungsgenehmigung nach § 25 StAG mehr, wenn sie eine weitere Staatsangehörigkeit annehmen und die deutsche beibehalten möchten.[3]
- (etc.[4])

## Kontroversen
Das Gesetz war Gegenstand einer breiten öffentlichen Debatte. Befürworter des Gesetzes fanden sich vor allem in der SPD, den Grünen sowie der FDP und argumentierten, dass es die Integration von Menschen mit Migrationshintergrund fördern würde. Gegner des Gesetzes fanden sich verstärkt auf Seiten der CDU/CSU sowie der AfD und warnten vor einer „Entwertung der deutschen Staatsbürgerschaft“ beziehungsweise einer „Verramschung der deutschen Staatsbürgerschaft“.